# Grifola platypora
Grifola platypora — вид базидіомікотових грибів родини Мерипілові (Meripilaceae).

## Поширення
Вид поширений у Західній Європі, зокрема у Великій Британії, Франції, Німеччині.